# Peter Westphal
Peter Westphal (* 28. Oktober 1938 in Berlin) ist ein deutscher Maler, Grafiker und Holzbildhauer.

## Leben und Werk
Westphal absolvierte in Berlin eine Lehre als Schrift- und Dekorationsmaler und eine zusätzliche Qualifikation in Schrift und dekorativer Malerei. Von 1963 bis 1965 leistete er Grundwehrdienst in der Nationalen Volksarmee der DDR. Danach war er bis 1968 Chefgrafiker des VEB Weingroßkellerei Berlin. Seitdem arbeitete er als freischaffender Künstler. Von 1960 bis 1973 leitete er neben Wolfgang Speer (1926–2015) das Grafikzentrum Berlin-Pankow, eine Einrichtung des „künstlerischen Volksschaffens“ mit einer eigenen Lithografie-Werkstatt. Die Teilnehmer des Zentrums sammelten über mehrere Jahre über den Verkauf ihrer Arbeiten über 1 Million Mark der DDR, die sie dem Solidaritätskomitee der DDR übergaben. Als Auszeichnung konnten Westphal und Speer 1970 eine sechswöchige Studienreise durch Nordvietnam unternehmen, auf der sie vor allem eine große Zahl von Porträts schufen. Nach ihrer Rückkehr wurden 50 davon in Hanoi ausgestellt. Westphal und Speer fertigten dann Grafiken. Diese stellten sie u. a. im Auftrag des Vietnam-Ausschusses beim Afro-Asiatischen Solidaritätskomitee der DDR in einer Grafikmappe Vietnam – Das geht dich an! zusammen, die in hoher Auflage für Solidaritätszwecke verkauft wurde. Die Bilder wurden in der Folgezeit in vielen Orten der DDR ausgestellt. Einige erschienen als Kunstbeilagen zum Sammeln in der Kinderzeitschrift FRÖSI.
Weitere Studienreisen unternahm Westphal nach China, Italien, Frankreich, Polen und in die Sowjetunion.
1980 erwarb Westphal in der Uckermark das Anwesen Vorwerk 2 in Densow-Annenwalde, auf dem er sich sein Atelier einrichtete. Seit 1992 hat er dort seinen festen Wohnsitz.
Westphal war bis 1990 Mitglied des Verbands Bildender Künstler der DDR. Er hatte in der DDR und im Ausland eine bedeutende Zahl von Einzelausstellungen und Ausstellungsbeteiligungen.
Werke Westphals befinden sich u. a. in der Berlinischen Galerie und im Kunstarchiv Beeskow.

## Werke

### Tafelbilder
- Im Atelier (1968, Öl, 99 × 66 cm)[3]
- Eishockey (1983/1984, Öl auf Leinwand, 90 × 120 cm; Berlinische Galerie)

### Druckgrafik
- Maike (1967, Linolschnitt, 80 × 50 cm)[4]
- Die Wippe (Linolschnitt, 83 × 33 cm)[5]
- Lesender in der Zelle (um 1969, Holzschnitt, 43 × 33 cm; aus der Mappe 50 Jahre KPD)[6]
- Lesender (1969, Linolschnitt)[7]
- Schrei nach Frieden (1974, Lithografie)[8]

### Baubezogene Werke
- Die bunte Welt im Meer des Friedens (1986; Wandgemälde; Berlin, Fußgängertunnel am U-Bahnhof Raoul-Wallenberg-Straße)
- Breughelsche Bauernhochzeit (Wandbild; Annenwalde, Restaurant Kleine Schorfheide)[9]

## Ehrungen (Auswahl)
- 1967: Staatspreis für künstlerisches Volksschaffen I. Klasse
- 1970: Kunstpreis des FDGB
- 1976: Verdienstmedaille der NVA in Silber
- 1981: Johannes-R.-Becher-Medaille
- 1985: Verdienstmedaille der DDR

## Ausstellungen (mutmaßlich unvollständig)

### Einzelausstellungen
- 1975: Rostock, Galerie am Boulevard
- 2010: Groß-Schönebeck, Gut Sarnow

### Teilnahme an zentralen und wichtigen regionalen Ausstellungen in der DDR
- 1969/1970: Berlin, Altes Museum („Architektur und Bildende Kunst. Ausstellung zum 20. Jahrestag der DDR“)
- 1974: Berlin, Zentrales Haus der Deutsch-Sowjetischen Freundschaft („Bildende Kunst im Zeichen des sozialistischen Internationalismus und der antiimperialistischen Solidarität“)
- 1975: Berlin, Galerie am Prater („Berliner Grafik III“)
- 1975 und 1979: Berlin, Bezirkskunstausstellungen
- 1981: Dresden, Ausstellungszentrum am Fučík-Platz („25 Jahre NVA“)
- 1983: Leipzig, Messehaus am Markt („Kunst und Sport“)
- 1983: Berlin, Galerie am Prater („Retrospektive 1973–1983“)
- 1986: Magdeburg, Kloster Unser Lieben Frauen („Grafik in den Kämpfen unserer Tage“)
- 1987/1988: Dresden, X. Kunstausstellung der DDR